# Four World Trade Center
4 World Trade Center je mrakodrap, který je součástí komplexu World Trade Center v New Yorku. Nachází se v ulici 150 Greenwich Street. Budova se nájemníkům a návštěvníkům otevřela 13. listopadu 2013 a nahradila původní devítipatrový 4 World Trade Center. Nachází se na jihovýchodním rohu areálu World Trade Center. Budovu navrhl světoznámý architekt Fumihiko Maki, který za to získal několik ocenění. Celková podlahová plocha zahrnuje kancelářské a obchodní prostory s plochou 245 000 m². Stavba byla zahájena v lednu 2008, od srpna 2009 začala růst až do výšky 298 m.

## Původní budova (1975–2001)
Původní 4 World Trade Center byla devíti podlažní budova v komplexu World Trade Center, postavená v roce 1975, která dosahovala výšky 36 m. Hlavním nájemcem budovy byla Deutsche Bank (4.–6. patro) a New York Board of Trade (7.–9. patro). Na straně budovy směrem k Liberty Street se nacházel vstup do The Mall at the World Trade Center (dnes už komplex Westfield World Trade Center). Celá budova byla později při útoku z 11. září 2001 poničena a následně zbourána, aby uvolnila cestu pro výstavbu nových mrakodrapů – 4 World Trade Center a Three World Trade Center. 4 World Trade Center byla domovem pěti komoditních burz a byla v té době jednou z největších obchodních prostor na světě.

## Současná budova
Stavba započala v lednu 2008 a dosáhla úrovně ulice v listopadu 2009. Bezpečnostní kokon byl instalován v prosinci 2010. První skleněný panel byl instalován v květnu 2011.
Dne 16. února 2012 se přetrhlo jedno lano jeřábu při zvedání ocelového nosníku, což způsobilo, že nosník spadl z výšky 40. patra a dopadl na nákladní auto. Nikdo nebyl vážně zraněn a práce byly krátce poté obnoveny.
Dne 25. června 2012 byl v 72. patře instalován poslední ocelový nosník. Ocelové konstrukce a betonáž byly dokončeny do 1. června 2013 a rychle následovalo odstranění stavebního oplocení. Budova byla otevřena 13. listopadu 2013 spolu se sousední částí Greenwich Street. Náklady na výstavbu 4 World Trade Center činily 1,67 miliard dolarů, které byly uhrazeny z finančních prostředků Liberty Bond a z výnosů z pojištění. Prvními nájemci se staly dvě vládní agentury a v červenci 2015 byla budova z 62% obsazena nájemci.

## Rozložení a obsazenost
Nadzemní část budovy je určená pro maloobchodní použití (které se skládá z přízemí, tří pater bezprostředně nad přízemím a dvou pater v podzemí) jsou zde umístěny kanceláře s použitím dvou odlišných podlahových tvarů. Od 7. do 46. patra je typický podlahový prostor o výměře 4 000 m² ve tvaru rovnoběžníku (který je navržen tak, aby odrážel konfiguraci místa). Od 48. do 63. patra je podlahová plocha o výměře 1740 m² ve tvaru lichoběžníku, tvarovaná tak, aby směřovala směrem ke špičce ostrova Manhattan a triangulovala tak, aby byla naproti One World Trade Center. Věž obsahuje pět úrovní technických pater. Newyorský úřad pro energetiku si vybral UTC Power, aby poskytl 12 PureCell Model 400, který má dodávat elektřinu, vodu a teplo. Podle vývojáře jsou kombinované systémy považovány za jedny největších instalací palivových článků na světě. V horních patrech budovy nejsou žádné vnitřní sloupy.

## Architektura
4 WTC je 298 m vysoká budova s 232 000 m² kancelářských prostor.

### Vzhled a fasáda
Fasáda je tvořena závěsovou stěnou se skleněnými tabulemi, které se rozprostírají po celé výšce každého patra. Skleněné tabule mají šířku 1,5 m a výšku 4,0 nebo 4,3 m. Většina fasády je z reflexního skla, s výjimkou vstupní haly, kde je fasáda z čirého skla. Pět nejnižších pater jsou technická patra a obsahují úzké vertikální žaluzie. Západní fasáda věže, která směřuje k Národnímu památníku 11. září, žaluzie nemá. Deník New York Daily News napsal, že Maki & Associates chtěli, aby návrh budovy vzdal úctu památníku. Technické, elektrické a instalatérské práce zajistila společnost Jaros, Baum & Bolles.
Podle časopisu Engineering News-Record navrhla společnost Maki & Associates 4 WTC jako minimalistickou věž s abstraktní sochařskou výzdobou. V horních patrech jsou umístěny kanceláře s využitím dvou odlišných tvarů podlaží. Každé z podlaží 7. až 46. se rozkládá na ploše 4 000 m² a má půdorys rovnoběžníku, který odráží tvar areálu Světového obchodního centra. Podlaží 48 až 63 mají každé plochu 1740 m² a půdorys lichoběžníku. Ve dvou tupých úhlech rovnoběžníku jsou podél fasády hluboké drážky. V nejvyšším patře se nachází penthouse kancelář.

### Konstrukční prvky
Stavebním inženýrem budovy byla společnost Leslie E. Robertson Associates, kterou založil Robertson, hlavní inženýr původních Twin Towers v šedesátých letech 20. století.
Základy věže tvoří betonové pilíře (piloty), které sahají až k základovému podloží. Při stavbě původního Světového obchodního centra stavbaři zjistili, že v jihovýchodním rohu pozemku je v podloží mezera. Ačkoli je skalní podloží pod většinou pozemku hluboké 21 m, v jihovýchodním rohu se nachází výmol, kde skalní podloží klesá v důsledku eroze během poslední doby ledové až do 34 m. Současné základy věže jsou obklopeny milánskou stěnou. Milánská stěna je z velké části ukotvena do skalního podloží, s výjimkou jihovýchodního rohu pozemku, kde to výmol znemožnil.
Společnost DCM Erectors vyrobila ocelové nosníky pro nástavbu budovy, kterou tvoří ocelový rám o hmotnosti 23 000 t. Kromě toho se na stavbu spotřebovalo 76 000 m³ betonu a 15 000 t výztuže. Střed věže obsahuje technickou část ze železobetonu, které zahrnuje strojní zařízení, schodiště a výtahy. Výtahy v budově vyrobila společnost Schindler, které jezdí rychlostí 550 m/min (1 800 stop/min.). Obchodní prostory v nižších patrech obsahují šest eskalátorů, dva osobní výtahy a dva nákladní výtahy. Horní patra obsluhuje 37 výtahů, které se skládají z 34 osobních výtahů a tří servisních výtahů.

### Interiér
Šest podlaží je využito pro maloobchodní prodej. Skládají se z přízemí, tří pater bezprostředně nad přízemím a také dvou pater pod přízemím. Obchodní prostory zabírají východní část přízemí. Spodní patra budovy využívají maloobchodní podniky, včetně Eataly. Ty jsou propojeny podzemním nákupním centrem a halou, která se napojuje na PATH a newyorské metro prostřednictvím dopravního uzlu World Trade Center.
Přízemní vstupní hala budovy má dvě patra a dlouhou 14 m. Hala zabírá západní část přízemí a směřuje k Národnímu památníku 11. září. Prostor obsahuje dřevěné trámové stropy, bílou žulovou podlahu a stěny ze švédské černé žuly. Ze stropu haly je zavěšena  Sky Memory socha Kozo Nishina, která se skládá ze sedmi kusů titanových příhradových nosníků o celkové hmotnosti 215 kg. Sky Memory měří v průměru 30 m a visí ve výšce 6,7 m nad podlahou. Ve vstupní hale se nachází také Vandal Gummy, 2,1 m vysoká socha medvěda, od pouličního umělce WhIsBe. Umělec Ivan Navarro navrhl LED sochu v blízkosti spodní části eskalátorů ve vstupní hale. Z haly vedou tři chodby, kde jsou na dřevem obložených stěnách vystavena umělecká videa. Deník Wall Street Journal napsal, že hala 4 WTC bude objemově největší halou v New Yorku.

## Fotogalerie

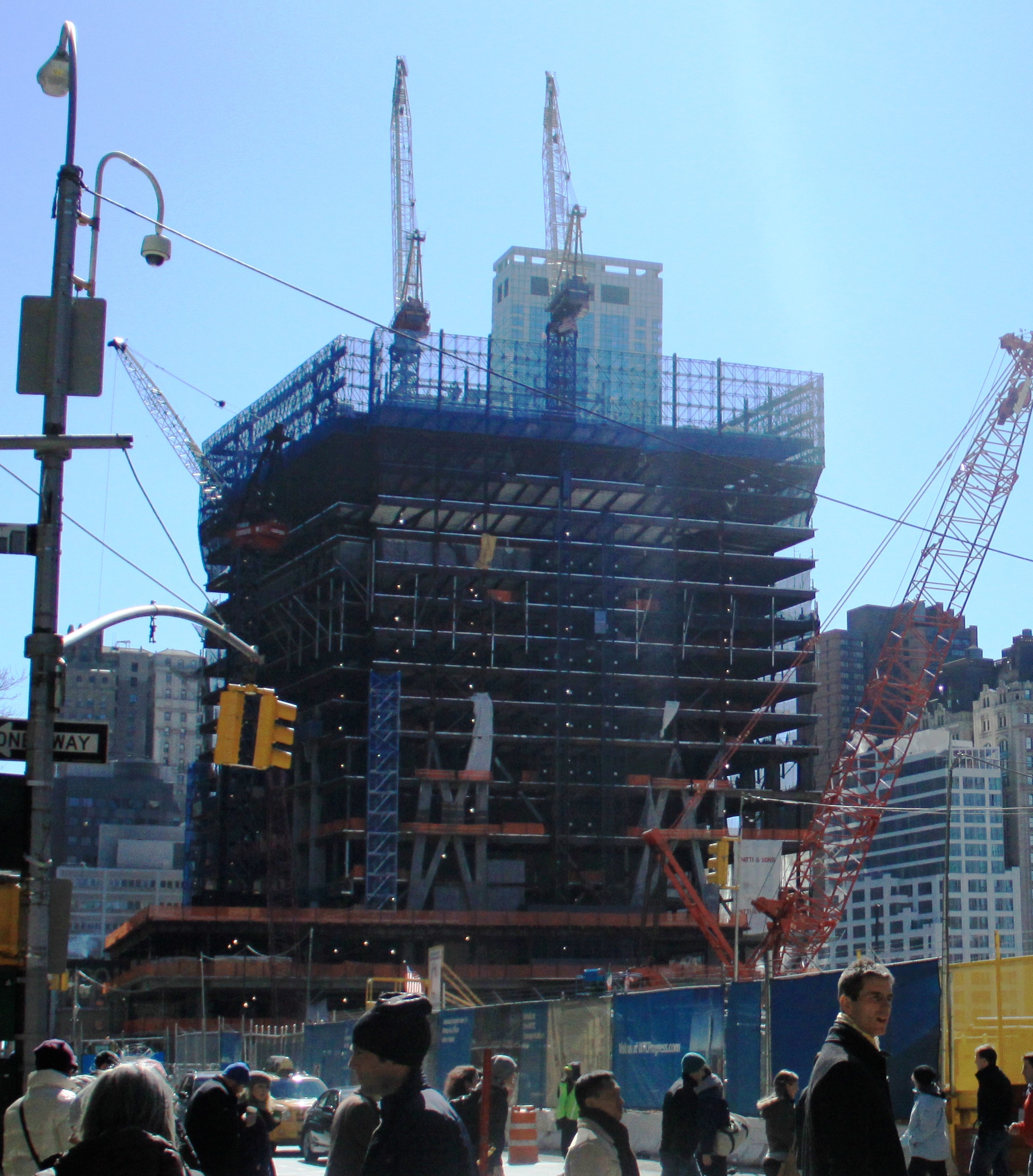
konstrukce 26. března 2011
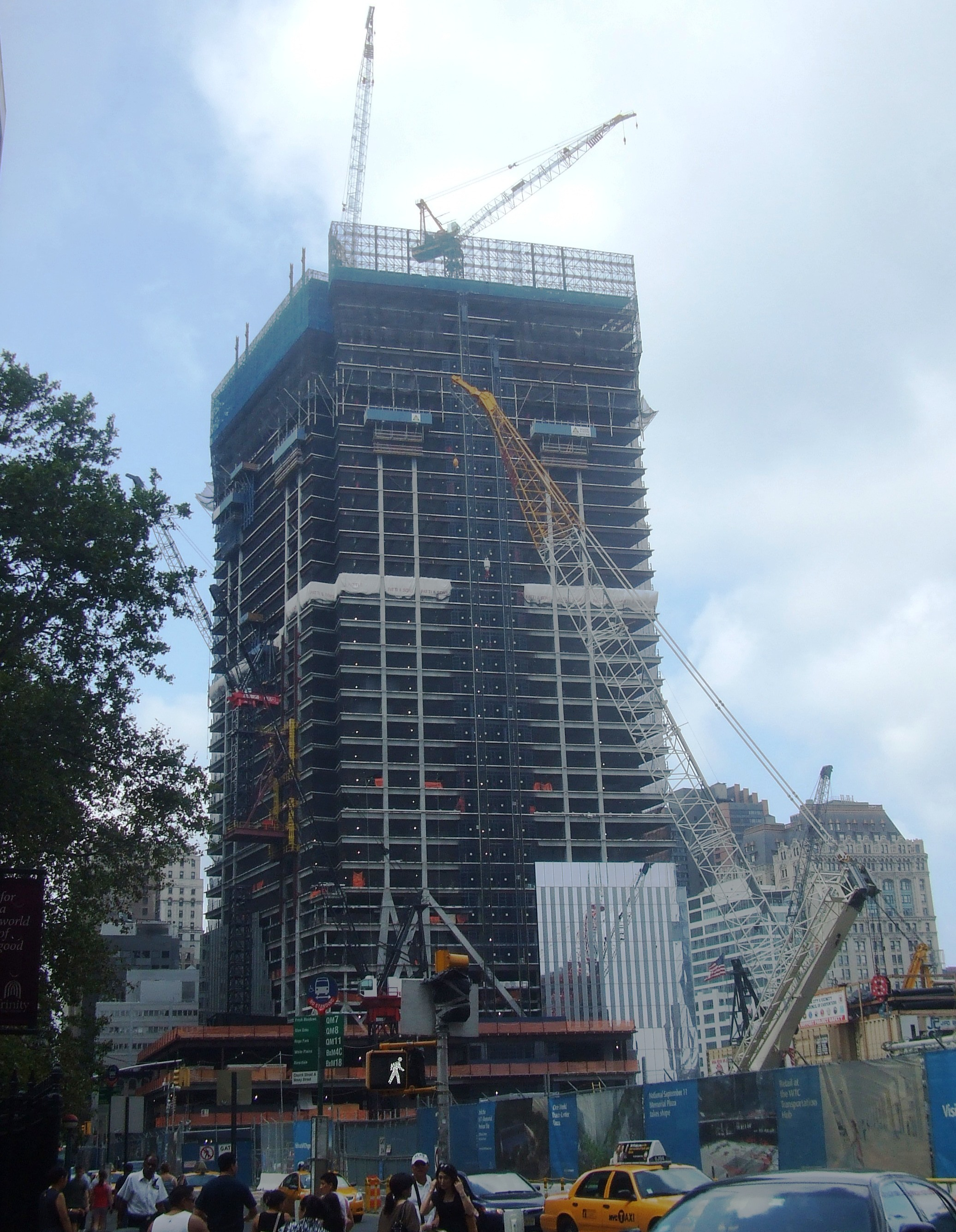
konstrukce 7. srpna 2011
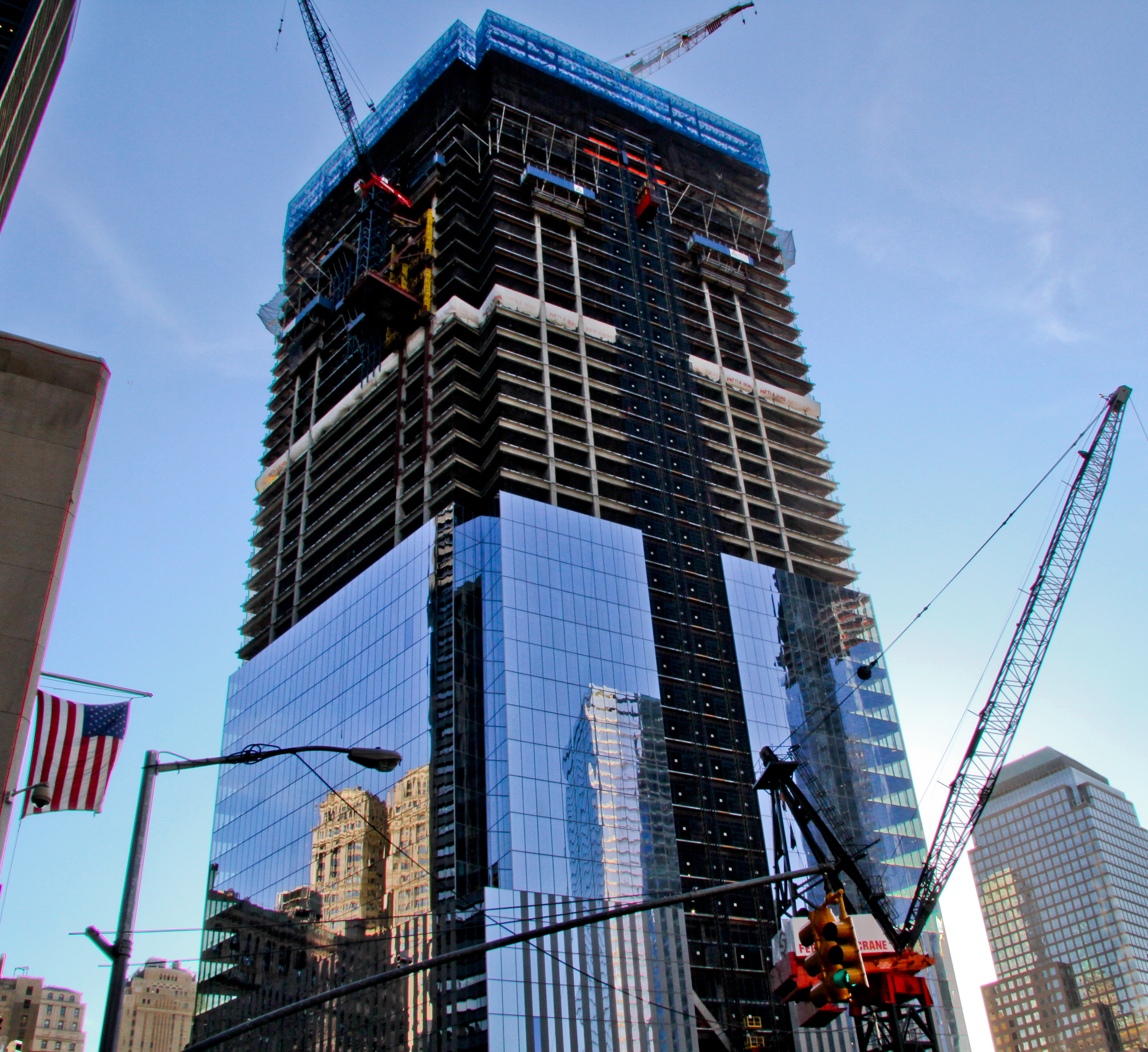
konstrukce 7. října 2011
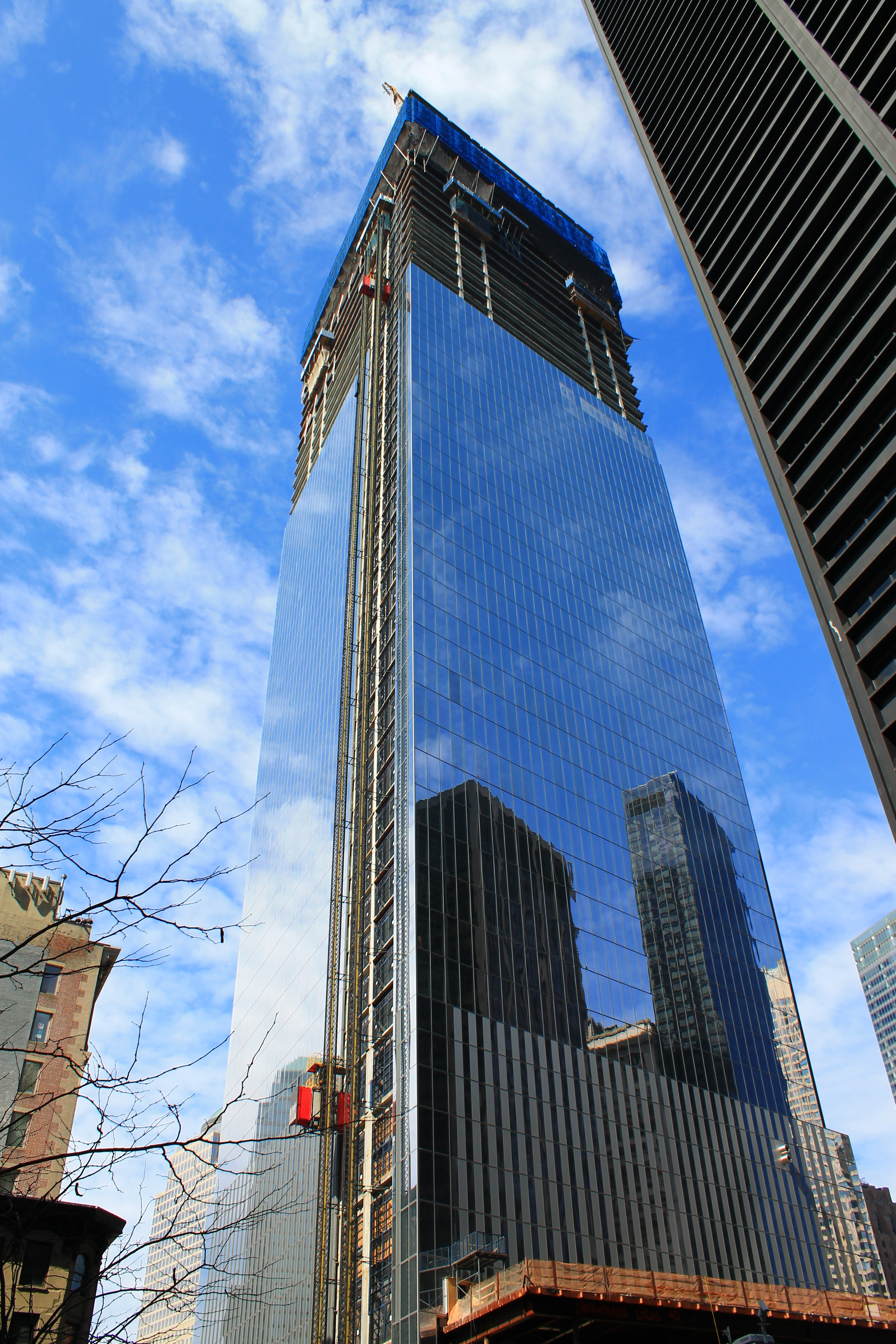
konstrukce 12. března 2012
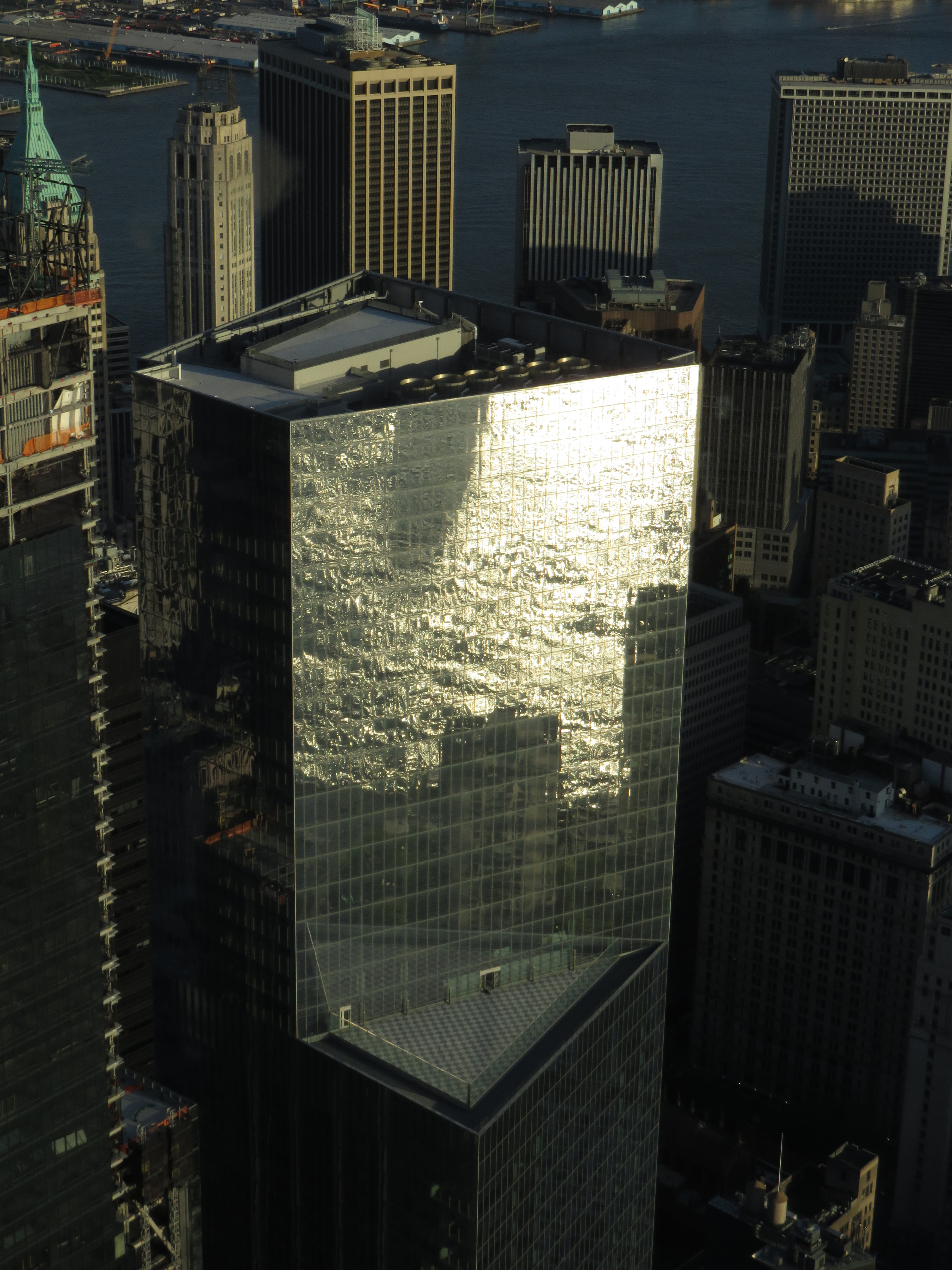
Pohled na budovu z One World Observatory v roce 2017